# Grand Prix van België 1949
De Grand Prix van België 1949 was een autorace die werd gehouden op 19 juni 1949 op Spa-Francorchamps.

## Uitslag
| Positie | Nummer | Rijder             | Team               | Ronden | Tijd/Opgave     | Startplaats |
| ------- | ------ | ------------------ | ------------------ | ------ | --------------- | ----------- |
| 1       | 24     | Louis Rosier       | Talbot-Lago-Talbot | 35     | 3:15:17.7       | ?           |
| 2       | 2      | Luigi Villoresi    | Ferrari            | 35     | + 49.1          | 1           |
| 3       | 4      | Alberto Ascari     | Ferrari            | 35     | + 4:10.7        | ?           |
| 4       | 6      | Peter Whitehead    | Ferrari            | 35     | + 5:17.9        | ?           |
| 5       | 28     | Johnny Claes       | Talbot-Lago-Talbot | 33     | + 2 Rondes      | ?           |
| 6       | 14     | Fred Ashmore       | Maserati           | 32     | + 3 Rondes      | ?           |
| 7       | 18     | Geoffrey Crossley  | Alta               | 29     | + 6 Rondes      | ?           |
| DNF     | 10     | Benedicto Campos   | Maserati           | 21     | Oliepomp        | ?           |
| DNF     | 20     | Philippe Étancelin | Talbot-Lago-Talbot | 19     | Versnellingsbak | 3           |
| DNF     | 26     | Guy Mairesse       | Talbot-Lago-Talbot | 16     | Ongeluk         | ?           |
| DNF     | 22     | Pierre Levegh      | Talbot-Lago-Talbot | 11     | Mechanisch      | ?           |
| DNF     | 12     | Giuseppe Farina    | Maserati           | 9      | Ongeluk         | ?           |
| DNF     | 16     | Reg Parnell        | Maserati           | 7      | Koppeling       | ?           |
| DNF     | 8      | Juan Manuel Fangio | Maserati           | 1      | Motor           | 2           |

1925 · 1930 · 1931 · 1933 · 1934 · 1935 · 1937 · 1939 · 1947 · 1949 · 1950 · 1951 · 1952 · 1953 · 1954 · 1955 · 1956 · 1958 · 1960 · 1961 · 1962 · 1963 · 1964 · 1965 · 1966 · 1967 · 1968 · 1970 · 1972 · 1973 · 1974 · 1975 · 1976 · 1977 · 1978 · 1979 · 1980 · 1981 · 1982 · 1983 · 1984 · 1985 · 1986 · 1987 · 1988 · 1989 · 1990 · 1991 · 1992 · 1993 · 1994 · 1995 · 1996 · 1997 · 1998 · 1999 · 2000 · 2001 · 2002 · 2004 · 2005 · 2007 · 2008 · 2009 · 2010 · 2011 · 2012 · 2013 · 2014 · 2015 · 2016 · 2017 · 2018 · 2019 · 2020 · 2021 · 2022 · 2023 · 2024 · 2025 · 2026 · 2027 · 2029 · 2031